# Chef du gobelet
Le Chef du gobelet est un des sept officiers de bouche de la maison du roi.

## Rôle
Le Chef du gobelet prend part à l'office domestique, il prépare le couvert du roi, le linge, le pain, le vin, l'eau et les fruits. Il a sous ses ordres les officiers du gobelet qui doivent goûter tout ce qui est apporté, en présence du premier valet de chambre.

## Personnalités
- Philippe Liénard de Beaujeu